# Département de General San Martín (Córdoba)
Pour les articles homonymes, voir Département de General San Martín.
Le département de San Martín est une des 26 subdivisions de la province de Córdoba, en Argentine. Son chef-lieu est la ville de Villa María.
Le département a une superficie de 5 006 km2. Sa population s'élevait à 116 107 habitants au recensement de 2001.
Il tient son nom d'un militaire argentin, José de San Martín, héros de l'indépendance au XIXe siècle.

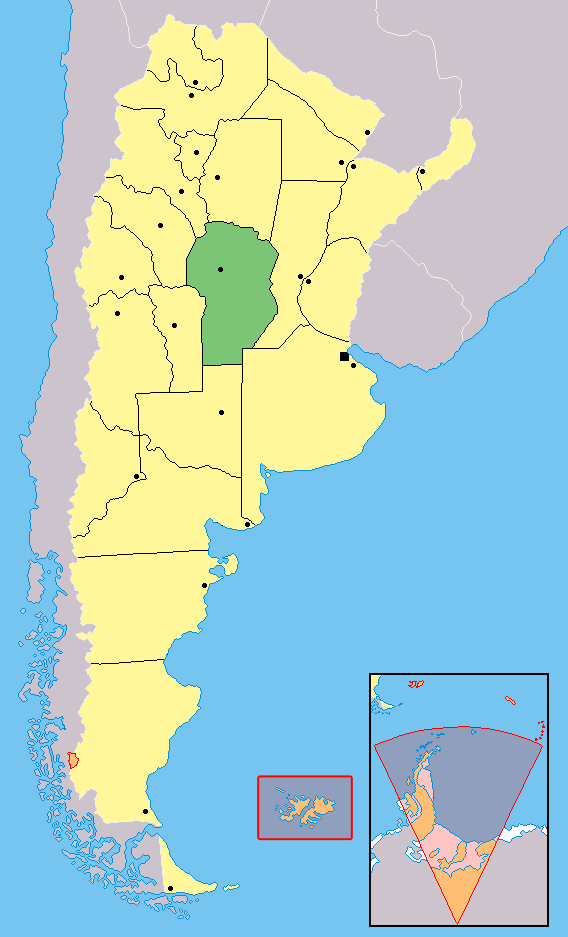
Localisation de la province de Córdoba en Argentine.